# Ochotny Rjad (Metro Moskau)

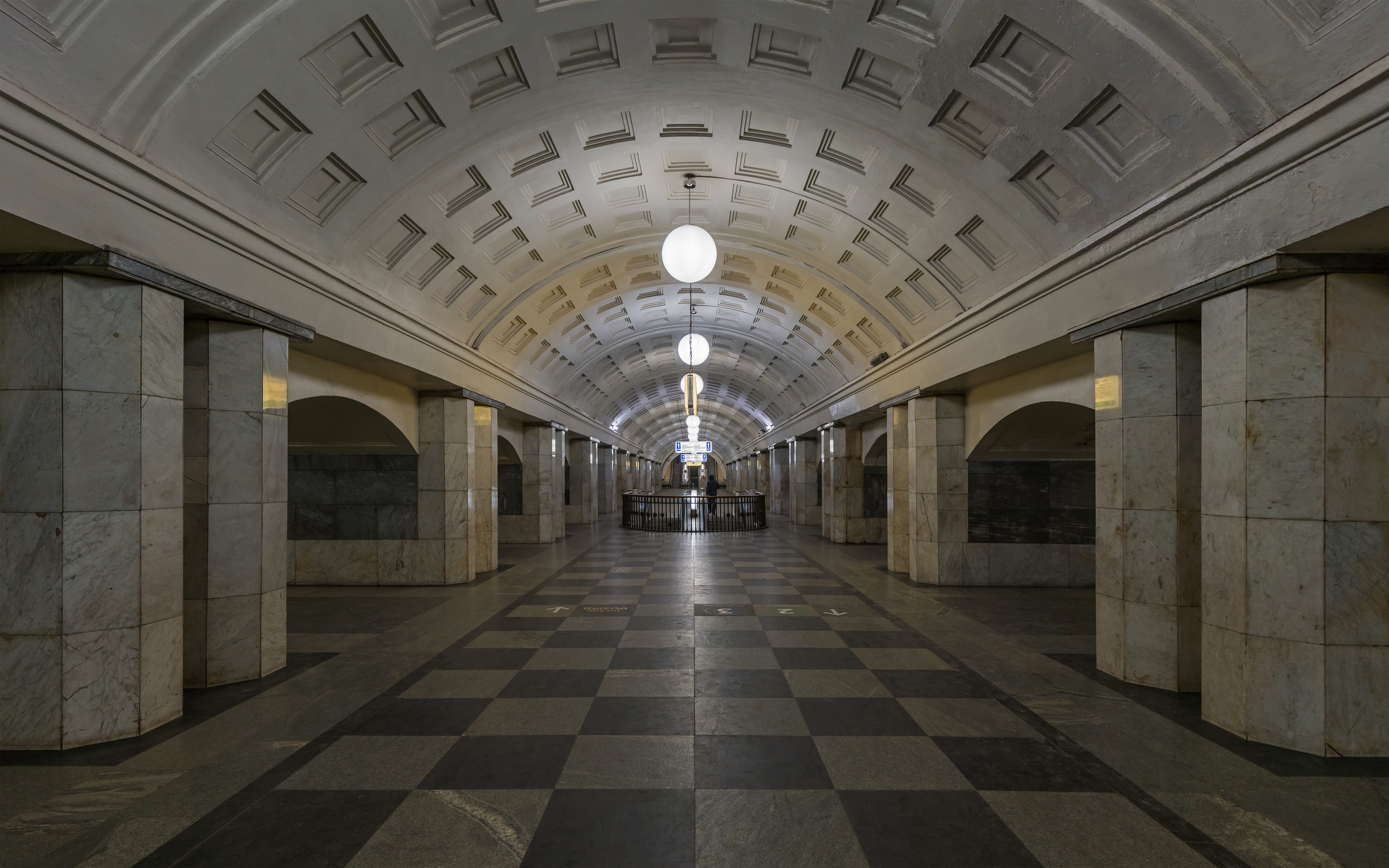
Bahnsteighalle

Ochotny Rjad (russisch Охотный ряд, Ausspracheⓘ) ist ein 15 Meter unter der Erdoberfläche angelegter U-Bahnhof der Metro Moskau an der „roten“ Sokolnitscheskaja-Linie. Er wurde am 15. Mai 1935 eröffnet und gehört damit zum ersten Bauabschnitt des Moskauer Metrosystems.

## Lage und allgemeine Beschreibung
Die Station befindet sich unmittelbar im historischen Zentrum Moskaus. Namensgebend ist die gleichnamige Straße, unter der der U-Bahnhof angelegt wurde. Der Name der spätestens seit dem 17. Jahrhundert bestehenden Straße lässt sich in etwa als „Jagdzeile“ übersetzen, was auf ihre einstige Bedeutung als Marktplatz für Wildfleisch, Pelze und lebende Tiere hinweist.
Es gibt von der Straße aus mehrere Eingangsbereiche: Vom westlichen Bahnsteigende aus gelangt man über einen Rolltreppenschacht in eine ausgedehnte Fußgängerunterführung, die direkte Ausgänge zur Twerskaja-Straße und zum Gebäude der russischen Staatsduma am Ochotny Rjad einerseits sowie zum Manegeplatz, Alexandergarten und zum Historischen Museum andererseits aufweist. Der östliche Ausgang führt in ein mit der Station Teatralnaja der „grünen“ Linie gemeinsames Ein- und Ausgangsvestibül, das in unmittelbarer Nähe des Gebäudes des Bolschoi-Theaters liegt. Vom U-Bahnhof Ochotny Rjad zur Station Teatralnaja gelangt man auch über einen Verbindungstunnel, in den ein mit Rolltreppen versehener Zugang in der Mitte der Bahnsteighalle führt. Darüber hinaus besteht eine Umstiegsmöglichkeit zur Station Ploschtschad Rewoljuzii der „dunkelblauen“ Linie, allerdings nur über die Station Teatralnaja.
Aufgrund ihrer sehr zentralen Lage gehört die Station Ochotny Rjad auch zu den von Touristen am meisten genutzten Moskauer U-Bahnhöfen – unter anderem sind die wichtigsten Moskauer Sehenswürdigkeiten, der Rote Platz und der Kreml, jeweils nur wenige Gehminuten vom Westausgang am Manegeplatz entfernt.

## Geschichte und Umbenennungen
Die Station wurde am 15. Mai 1935 eröffnet und bildete zusammen mit zwölf weiteren Stationen den ersten Bauabschnitt der Moskauer Metro. Ursprünglich war Ochotny Rjad Bestandteil der ersten Linie von Sokolniki bis Park Kultury, die später als Sokolnitscheskaja-Linie in beide Richtungen verlängert wurde. Bis 1953 fuhren auch Züge aus Richtung Sokolniki über Alexandrowski Sad bis Kiewskaja hier ab, dieser Abzweig wurde aber nach der Eröffnung der ersten Teilstrecke der „dunkelblauen“ Linie vorübergehend stillgelegt und ab 1958 als eigenständige „hellblaue“ Filjowskaja-Linie betrieben.
Bei ihrer Eröffnung hatte die Station nur einen einzigen Ausgang, nämlich das östliche Vestibül, welches ab 1938 auch als Übergang zur Station Teatralnaja diente. 1944 wurde zwischen den beiden Bahnhöfen ein Übergangstunnel in Betrieb genommen, der 1974 um eine zweite Röhre verstärkt wurde. Der westliche Ausgang und die dazugehörige Fußgängerunterführung wurden 1959 errichtet.
Eine Besonderheit des U-Bahnhofs Ochotny Rjad ist die Tatsache, dass er im Laufe seiner Geschichte viermal umbenannt wurde: 1955 in Imeni Kaganowitscha (zu Ehren des Staatsmanns, Stalin-Gefährten und ersten Chefs der Metrobau-Behörde Lasar Kaganowitsch), zwei Jahre später zurück in Ochotny Rjad (als Folge der Entstalinisierungskampagne und Amtsenthebung Kaganowitschs), 1961 in Prospekt Marksa (aufgrund der Umbenennung der Straße Ochotny Rjad in Prospekt Marksa, wörtlich „Marxprospekt“) und 1990 schließlich wieder in Ochotny Rjad.

## Architektur

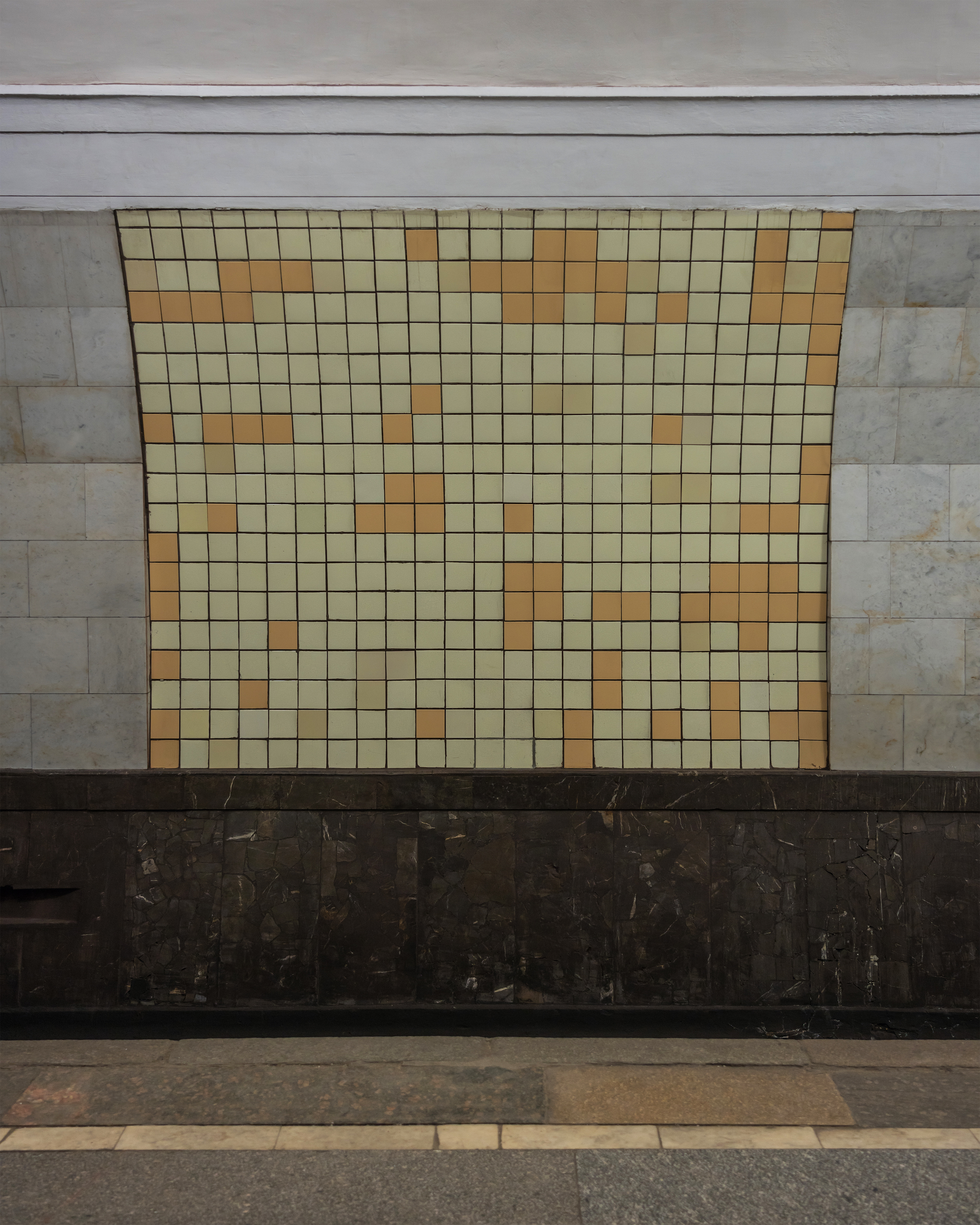
Aufgehobenes Teilstück der ehemaligen Keramikverkleidung

Der architektonische Entwurf der Station stammt von einer Baumeistergruppe um Juri Alexandrowitsch Rewkowski. Bemerkenswert ist dabei die Bahnsteighalle, welche zwar weniger prunkvoll wirkt als etwa die Anfang der 1950er-Jahre entstandenen „Paläste fürs Volk“ an der Ringlinie, jedoch eine im Vergleich zu anderen Stationen des ersten Bauabschnitts markante Gestalt aufweist. Die Halle besitzt eine für die Moskauer Metro typische Mittelbahnsteigkonstruktion mit zwei Pylonenreihen, die die beiden Bahnsteigkanten vom Mittelteil der Halle trennen. Das Gewölbe des Mittelteils ist bogenförmig mit einem in Form von quadratischen Nischen gehaltenen Profil sowie daran hängenden kugelförmigen Leuchten. Die als Doppelkonstruktionen wirkenden Pylonen, zwischen denen arkadenartige Gänge zu den Bahnsteigen führen, sind mit weißen und graublauen Marmorplatten verkleidet, die teilweise aus der Substanz der 1931 gesprengten Christ-Erlöser-Kathedrale stammen. Der schachbrettartige Fußboden wurde aus grauen Granit- und schwarzen Gabbroplatten gefertigt. Die Wände über den Gleisen waren anfangs mit schlichten weißgelben Keramikkacheln verkleidet, die 2008 ebenfalls durch Marmor ersetzt wurden.
Historisch bedeutsam ist auch der an das Bolschoi-Theater angrenzende östliche Ein- und Ausgang der Station: Das Vestibül wurde bei seinem Bau in ein bestehendes mehrstöckiges Gebäude aus dem 19. Jahrhundert eingebaut, welches auch bis heute steht. Der Entwurf für dieses erste Eingangsvestibül stammt vom bekannten frühsowjetischen Architekten Dmitri Tschetschulin.